# سفارة أذربيجان في المملكة المتحدة
سفارة أذربيجان في المملكة المتحدة هي أرفع تمثيل دبلوماسي لدولة أذربيجان لدى المملكة المتحدة. تقع السفارة في لندن وهي تهدف لتعزيز المصالح الأذربيجانية في المملكة المتحدة.

## وصلات خارجية
- الموقع الرسمي
- قائمة سفارات أذربيجان
- قائمة السفارات في المملكة المتحدة